# Nephromataceae
Nephromataceae es una familia de hongos liquenizados en el orden Peltigerales (suborden Peltigerineae). La familia es monotipo, y contiene al género Nephroma. Nephromataceae habitan en zonas templadas.